# カンケリ01/LIFELINE
『カンケリ01/LIFELINE』（カンケリ01/ライフライン）は、KICK THE CAN CREWのシングル。

## ミュージック・ビデオ
「カンケリ01」のミュージック・ビデオの撮影は当時KICK THE CAN CREWが所属していたワーナーミュージック・ジャパンの建物内で行われた。

## 収録曲
1. カンケリ01
2. LIFELINE
3. カンケリ01 (INSTRUMENTAL)
4. LIFELINE (INSTRUMENTAL)

## 収録アルバム
- VITALIZER (#1,2、2曲とも別バージョン)
- BEST ALBUM 2001-2003 (#1,2)